# Hypocrita anacharsis
Hypocrita anacharsis là một loài bướm đêm thuộc phân họ Arctiinae, họ Erebidae.